# Juliette Barbanègre
Juliette Barbanègre, née en 1988 à Toulouse, est une illustratrice et artiste visuelle française.

## Biographie
Juliette Barbanègre passe son enfance à la campagne jusqu’à l’âge de quinze ans. Elle est diplômée de l’École Émile-Cohl en 2011. Après ses études, elle s'installe à Paris. Elle travaille pour l’édition et la littérature d'enfance et de jeunesse, ainsi que pour la presse jeunesse et adulte, et notamment pour les revues XXI, La Peste ou Citrus,.  

## Carrière artistique
Juliette Barbanègre s'inspire régulièrement de la littérature russe, de mythes et de poésies pour nourrir son imaginaire et son univers peuplés de formes et de forêts étranges. Elle cherche à travers ses dessins et illustrations à retranscrire des univers à la fois inquiétants et oniriques,.  
En 2014, l'illustratrice fonde avec des amis l’association Art-Action qui organise des ventes aux enchères caritatives d’œuvres d’art. 
Juliette Barbanègre est lauréate du Prix Révélation Livre Jeunesse 2019, mention spéciale Révélation Livre Jeunesse pour ses illustrations de l'ouvrage Histoire d’un pommier qui rêvait d’être un sapin de Joanie Desgagné. 

## Expositions
Parmi une liste non exhaustive :

### Expositions individuelles
- Le Serpent Vert, Galerie Picot-Le Roy, Morgat, 2016
- Le Chemin des Images, Musée de l'image, Épinal, 2018
- Ni vous sans moi, ni moi sans vous, Musée de l'image, Épinal, du 4 au 30 janvier 2022[6]

### Expositions collectives
- Le Chemin des Images, Musée de l'image, Épinal, 2016
- Citrus Utopies, Slow Galerie, Paris, 2017

## Publications
- À la poursuite du Niurk-Niurk de Grégoire Kocjan, Illustrations de Juliette Barbanègre, L'Atelier du poisson soluble, 2016,  (ISBN 9782358711012)
- Série Les Chroniques d'Hurluberland , texte de Olivier Ka, éditions du Rouergue, collection dacOdac

1. Tome 1[7], 2016
2. Tome 2,  152 p., 2017,  (ISBN 9782812614392)
3. Tome 3, 2020

- Mon-gros-mouton-noir : une histoire naturelle de Corinne Lovera Vitali, Illustrations de Juliette Barbanègre, Albin Michel Jeunesse, 2017,  (ISBN 9782226399434)
- Philibert Merlin, apprenti enchanteur de Gwladys Constant, Illustrations de Juliette Barbanègre, Le Rouergue, Collection dacOdac, 2018,  (ISBN 9782812615054)
- Foot et radeaux à gogo de Maria Parr, Traduction d'Aude Pasquier, Illustrations de Juliette Barbanègre, 272p, Éditions Thierry Magnier, 2018,  (ISBN 9791035201883)
- Histoire du pommier qui rêvait d'être un sapin de Joanie Desgagné, Illustrations de Juliette Barbanègre, Seuil Jeunesse, 2018,  (ISBN 9791023510812)
- L'enfant de la pluie d'Olivier Pog et Sandra Le Guen, Illustrations de Juliette Barbanègre, Éditions Frimousse, 40p, 2018,  (ISBN 9782352413875)
- Casse-Noisette d'Agnès Desarthe, Illustrations de Juliette Barbanègre, Gallimard jeunesse, Collection Les albums musique, 48p, 2019,  (ISBN 9782075101806)
- Cornélius 1er : l'enfant qui ne voulait pas être roi de Dominique Périchon, Illustrations de Juliette Barbanègre, Le Rouergue, Collection dacOdac, 52p, 2020,  (ISBN 9782812619250)
- Les Musiciens de l'orage de Céline Person, Illustrations de Juliette Barbanègre, Glénat Jeunesse, Collection Albums, 40p, 2020,  (ISBN 9782344044483)
- Lancelove : le chevalier aux mille monstres de Carl Norac, Illustrations de Juliette Barbanègre, L'École des loisirs, Collection Pastel, 2021,  (ISBN 9782211306225)
- La sorcière de la bouche d'égout d'Isabelle Renaud,  Illustrations de Juliette Barbanègre, Le Rouergue, Collection Rouergue romans jeunesse, 64p, 2021,  (ISBN 9782812621727)[8]
- Le châle de Nonna de Florence Dutruc-Rosset, Illustrations de Juliette Barbanègre, Bayard Éditions, Collection Les contes qui guérissent, 40p, 2022,  (ISBN 9791036330346)
- C'est où qu'on va ? de Cécile Chartre, Illustrations de Juliette Barbanègre, Le Rouergue, Collection dacOdac, 112p, 2022,  (ISBN 9782812623561)